# Hobro
Hobro foi um município da Dinamarca, localizado na região norte, no condado de Jutlândia do Norte. O município detinha uma área de 165,67 km² e uma população de 15 222 habitantes, segundo o censo de 2004.
A partir de 1 de Janeiro de 2007, com a entrada em vigor da reforma administrativa, o município foi suprimido juntamente com os municípios de Arden e Hadsund para dar lugar ao recentemente constituído município de Mariagerfjord, na região de Jutlândia do Norte.